# آي دبليو إنجين
آي دبليو إنجين هو محرك ألعاب تم تطويره من قبل شركة إنفنتي وارد لسلسلة كول أوف ديوتي وهو مستند على محرك آيدي تيك 3.

## ألعاب تستخدمه
- كول أوف ديوتي 2 (2005) آي دبليو 2.0
- كول أوف ديوتي 4: مودرن وورفير (2007) آي دبليو 3.0
- كول أوف ديوتي: ورلد أت وور (2008) آي دبليو 3.0
- كوانتم أوف سوليس (Quantum of Solace) (2008) آي دبليو 3.0
- كول أوف ديوتي: مودرن وورفير 2 (2009) آي دبليو 4.0
- كول أوف ديوتي: بلاك أوبس (2010) آي دبليو 3.0 نسخة محدثة
- كول أوف ديوتي: مودرن وورفير 3 (2011) آي دبليو 4.0 نسخة محدثة